# Douglas XB-19
Die Douglas XB-19 ist ein US-amerikanischer Langstreckenbomber, von dem nur ein Prototyp gebaut wurde.

## Geschichte
Das Flugzeug wurde in der Zeit vor dem Zweiten Weltkrieg entwickelt und war Teil eines Programms zur Modernisierung der Luftstreitkräfte der USA. Es wurde unter der militärischen Bezeichnung XBLR-2 (Experimental status, Bomber, Long Range) entwickelt und war der größte Bomber in den USA vor dem Zweiten Weltkrieg, zugleich das größte bis dahin in den USA gebaute Flugzeug sowie das größte viermotorige Flugzeug der Welt. Erst die Convair B-36 von 1946 war in der Summe von Spannweite und Länge um 12 % größer. Im März 1938 wurde die militärische Bezeichnung in XB-19 geändert. 
Das Hauptfahrwerk bestand aus zwei riesigen Rädern mit je 2,44 m Durchmesser. Der Erstflug der Maschine erfolgte am 27. Juni 1941 von Long Beach aus. Im Jahre 1943 wurden neue 1940-kW-V-Motoren Allison V-3420-11 eingebaut und die Maschine jetzt als XB-19A bezeichnet.
Das Flugzeug wurde in der Folgezeit als Transportflugzeug verwendet, nach dem August 1945 aber kaum mehr eingesetzt und 1949 auf der Davis-Monthan AFB verschrottet.

## Technische Daten
| Kenngröße                                | Daten der XB-19A                                                                                                  |
| ---------------------------------------- | --- |
| Besatzung                                | 10 |
| Länge                                    | 40,23 m |
| Spannweite                               | 64,62 m |
| Höhe                                     | 13,03 m |
| Flügelfläche                             | 417,31 m² |
| Flügelstreckung                          | 10,0 |
| max. Startmasse                          | 74.390 kg |
| Antrieb                                  | vier Wright R-3350-5 Cyclone mit je 1.471 kW (2.000 PS), später vier Allison V-3420-11 mit je 1.940 kW (2.638 PS) |
| Höchstgeschwindigkeit                    | 336 km/h |
| Reichweite                               | 8.400 km |
| Überführungsreichweite (mit Zusatztanks) | 12.478 km |
| Dienstgipfelhöhe                         | 6.700 m |
| Bewaffnung                               | zwei 37-mm-Maschinenkanonen fünf 12,7-mm-Maschinengewehre sechs 7,62-mm-Maschinengewehre 16.300 kg Bomben         |